# Понте-Молле (общество художников)
Понте-Молле (нем. Ponte-Molle-Gesellschaft, от итал. Ponte Milvio, Ponte Molle — товарищество, или общество, художников Мульвиева моста) — ассоциация немецкоязычных художников в Риме, существовавшая с 1845 по 1915 год.

## История

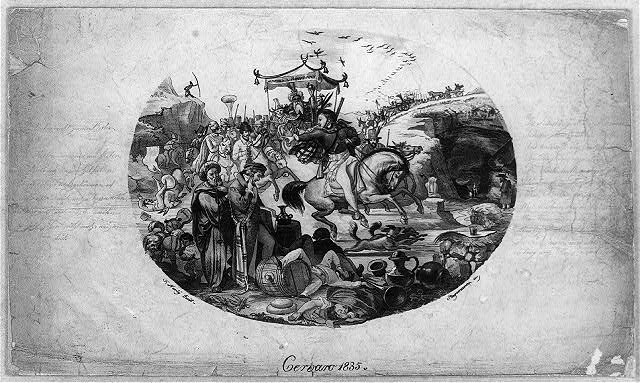
Ф. Нерли. Шествие художников к бивуаку в Торре-Черваро. 1835

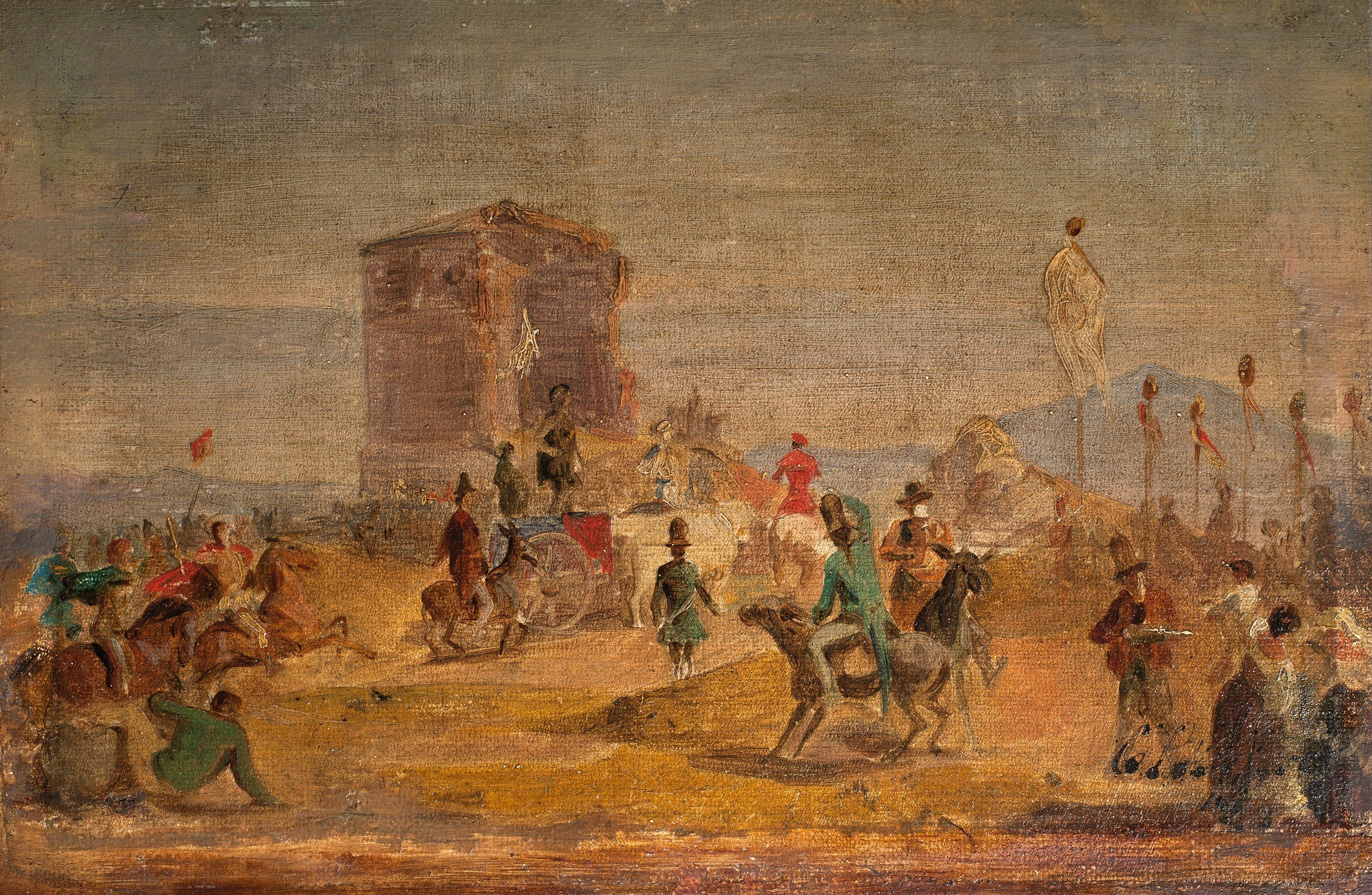
К. Штеффек. Фестиваль Черваро в Кампанье. 1840—1842. Дерево, масло. Старая национальная галерея, Берлин

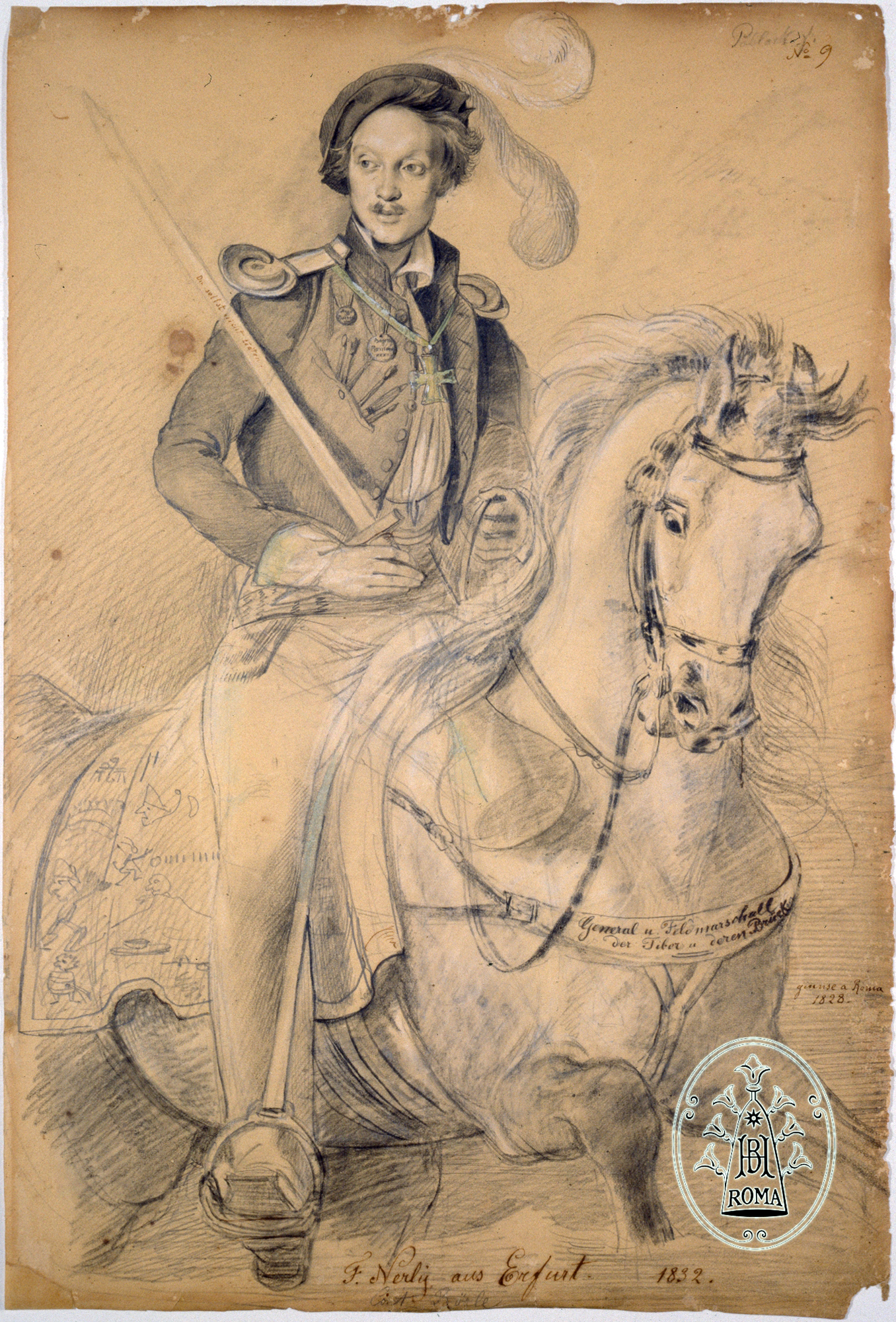
Л. Поллак. Фридрих Нерли в карнавальном костюме «Генерал и фельдмаршал Тибра и его моста». 1832. Библиотека Герциана, Рим

В первой половине XIX века, в период романтизма, количество иностранных художников, прибывавших в Рим, главным образом не католиков из стран Северной Европы, значительно увеличилось. Испытывая трудности ассимиляции, они объединялись в сообщества, одним из которых, к примеру, было общество назарейцев или «Перелётные птицы».
Иностранных художников, искавших вдохновение в «Вечном городе» и классическом искусстве Италии, со временем стали называть романистами.
Среди художников возник обычай приветствовать вновь прибывших на историческом Мульвийском мосту итал. Ponte Milvio, Ponte Molle через Тибр в северной части города. При этом вновь прибывший дарил своим будущим коллегам и друзьям бочку вина.
Со временем сложился традиционный праздник, или весенний фестиваль (Frühlingsfest), немецкоязычных художников. В 1813—1814 годах было создано «Общество Понте Молле», члены которого ради развлечения переняли манеры рыцарского ордена. Это общество вскоре стало известным в Риме, благодаря организации ежегодного карнавального шествия 1 мая к древним травертиновым карьерам на берегу реки Аньене (притока Тибра) недалеко от Торре-Черваро (Torre Cervaro); праздник получил названия «Черварофест» (Cervarofest) или «Немецкий карнавал» (carnevale dei Tedeschi). Членами общества также был организован фонд помощи для защиты обедневших немецких художников от голода.
Чтобы иметь возможность проводить регулярные выставки своих работ и другие мероприятия по примеру Французской академии в Риме, в обществе была сформирована группа из шести продавцов. В 1845 году они встретились на вилле Мальта чтобы обсудить реорганизацию общества, необходимую для финансирования этого дела. В группу вошли Иоганн Мартин фон Вагнер, Йоханнес Рипенхаузен, Франц Надорп, Антон Халльманн, Генрих Кюммель и Юлиус Мозер. 6 ноября 1845 года Общество Понте Молле приняло разработанный этим кружком устав, согласно которому оно отныне называлось Обществом немецких художников (Deutscher Künstlerverein). Через два дня последовало празднование основания в Палаццо Фиано аль Корсо.
8 апреля 1846 года новая ассоциация провела свою первую крупную выставку в Палаццо Де Каролис (Симонетти) на Виа дель Корсо. Товарищество, имевшее в 1846—1847 году 260 членов, обосновалось в этом палаццо на основе постоянного договора аренды. Общество предлагало своим членам и их гостям ежедневную возможность читать газеты и устраивать вечера, а также приглашало гостей не только на художественные выставки, но также на фестивали, танцевальные мероприятия, концерты и песенные вечера. Была создана впечатляющая библиотека из поместья художника Иоганна Кристиана Рейнхарта и прусского принца Генриха, которая сохранилась до сих пор и хранится в Доме-музее Гёте в Риме.
Со временем ассоциации пришлось несколько раз менять адрес из-за сокращения числа членов и взносов. Из-за войны с Германией в 1866 году количество членов упало до полусотни из-за отъезда многих австрийцев и южных немцев, так что общество могло позволить себе только более скромные комнаты в Палаццо Поли и пришлось отказаться от организации «Фестиваля Черваро». Адреса общества менялись и позднее.
В 1915 году, с расторжением Тройственного союза Италии и её вступлением в Первую мировую войну, ассоциацию, как и другие учреждения немецко-римской культуры, пришлось закрыть.